# Komisja Zdrowia (Sejm)
Komisja Zdrowia (skrót: ZDR) jest stałą komisją sejmową, która zajmuje się sprawami ochrony zdrowia.

## Sejm X kadencji

### Prezydium Komisji
- Marta Golbik (KO) – przewodnicząca
- Elżbieta Gelert (KO) – zastępca przewodniczącej
- Marek Hok (KO) – zastępca przewodniczącej
- Katarzyna Sójka (PiS) – zastępca przewodniczącej
- Wioleta Tomczak (PL2050–TD)– zastępca przewodniczącej
- Marcelina Zawisza (Razem) – zastępca przewodniczącej

### Podkomisje
- Podkomisja stała do spraw organizacji ochrony zdrowia (ZDR01S)[1]
  - przewodnicząca – Józefa Szczurek-Żelazko (PiS)
- Podkomisja stała do spraw zdrowia psychicznego (ZDR02S)[2]
  - przewodnicząca – Marta Golbik (KO)
- Podkomisja stała do spraw zdrowia publicznego (ZDR03S)[3]
  - przewodnicząca – Joanna Wicha (Lewica)
- Podkomisja stała do spraw onkologii (ZDR04S)[4]
  - przewodniczący – Marek Hok (KO)
- Podkomisja nadzwyczajna do rozpatrzenia obywatelskiego projektu ustawy o zmianie ustawy o sposobie ustalania najniższego wynagrodzenia zasadniczego niektórych pracowników zatrudnionych w podmiotach leczniczych (ZDR01N)[5][6]
  - przewodnicząca – Elżbieta Gelert (KO)

## Sejm IX kadencji[7]
ZDR w IX kadencji składa się z 39 posłów. Komisja została powołana 13 listopada 2019 roku.

### Prezydium Komisji
- Tomasz Latos (PiS) – przewodniczący
- Czesław Hoc (PiS) – zastępca przewodniczącego
- Anna Kwiecień (PiS) – zastępca przewodniczącego
- Rajmund Miller (KO) – zastępca przewodniczącego
- Bolesław Piecha (PiS) – zastępca przewodniczącego
- Monika Wielichowska (KO) – zastępca przewodniczącego

### Pozostali członkowie
| Prawo i Sprawiedliwość  | Koalicja Obywatelska  | Lewica            | PSL-Kukiz15               | Konfederacja        |
| ----------------------- | --------------------- | ----------------- | ------------------------- | ------------------- |
| Tadeusz Chrzan          | Elżbieta Gelert       | Marek Rutka       | Dariusz Klimczak          | Janusz Korwin-Mikke |
| Katarzyna Czochara      | Riad Haidar           | Jan Szopiński     | Władysław Kosiniak Kamysz |                     |
| Anna Dąbrowska Banaszek | Jerzy Hardie-Douglas  | Zdzisław Wolski   | Radosław Lubczyk          |                     |
| Bartłomiej Dorywalski   | Paulina Hennig-Kloska | Marcelina Zawisza |                           |                     |
| Marcin Duszek           | Marek Hok             |                   |                           |                     |
| Barbara Dziuk           | Paweł Kowal           |                   |                           |                     |
| Gabriela Masłowska      | Krystyna Skowrońska   |                   |                           |                     |
| Kazimierz Matuszny      | Katarzyna Lubnauer    |                   |                           |                     |
| Elżbieta Płonka         | Monika Rosa           |                   |                           |                     |
| Violetta Porowska       |                       |                   |                           |                     |
| Paweł Rychlik           |                       |                   |                           |                     |
| Andrzej Sośnierz        |                       |                   |                           |                     |
| Katarzyna Sójka         |                       |                   |                           |                     |
| Krzysztof Szulowski     |                       |                   |                           |                     |
| Patryk Wicher           |                       |                   |                           |                     |
| Małgorzata Janowska     |                       |                   |                           |                     |

## Sejm VIII kadencji[8]
Komisja zdrowia w Sejmie RP VIII kadencji składa się z 38 posłów. Komisja została powołana 16 listopada 2015 roku. Tego samego dnia został wybrany jej przewodniczący. Na pierwszym posiedzeniu wybrano także wiceprzewodniczących komisji.

### Prezydium Komisji
- Tomasz Latos (PiS) – przewodniczący
- Tadeusz Dziuba (PiS) – zastępca przewodniczącego
- Anna Kwiecień (PiS) – zastępca przewodniczącego
- Beata Małecka-Libera (PO) – zastępca przewodniczącego
- Marek Ruciński (bezp.) – zastępca przewodniczącego
- Andrzej Sośnierz (PiS) – zastępca przewodniczącego

### Pozostali członkowie
| Lp. | Prawo i Sprawiedliwość | Platforma Obywatelska – Koalicja Obywatelska | Kukiz’15          | Polskie Stronnictwo Ludowe- Unia Europejskich Demokratów | Wolni i Solidarni   |
| --- | ---------------------- | -------------------------------------------- | ----------------- | -------------------------------------------------------- | ------------------- |
| 1   | Anna Czech             | Alicja Chybicka                              | Jerzy Kozłowski   | Władysław Kosiniak-Kamysz                                | Małgorzata Zwiercan |
| 2   | Katarzyna Czochara     | Grzegorz Furgo                               | Jarosław Sachajko |                                                          |                     |
| 3   | Marcin Duszek          | Lidia Gądek                                  | Paweł Skutecki    |                                                          |                     |
| 4   | Barbara Dziuk          | Elżbieta Gelert                              |                   |                                                          |                     |
| 5   | Teresa Glenc           | Marek Hok                                    |                   |                                                          |                     |
| 6   | Józefa Hrynkiewicz     | Rajmund Miller                               |                   |                                                          |                     |
| 7   | Alicja Kaczorowska     | Zbigniew Pawłowicz                           |                   |                                                          |                     |
| 8   | Bernadeta Krynicka     | Elżbieta Radziszewska                        |                   |                                                          |                     |
| 9   | Gabriela Masłowska     | Marian Zembala                               |                   |                                                          |                     |
| 10  | Kazimierz Matuszny     |                                              |                   |                                                          |                     |
| 11  | Krzysztof Ostrowski    |                                              |                   |                                                          |                     |
| 12  | Grzegorz Raczak        |                                              |                   |                                                          |                     |
| 13  | Paweł Rychlik          |                                              |                   |                                                          |                     |
| 14  | Jolanta Szczypińska    |                                              |                   |                                                          |                     |
| 15  | Krzysztof Szulowski    |                                              |                   |                                                          |                     |
| 16  | Krystyna Wróblewska    |                                              |                   |                                                          |                     |

## Prezydium Komisji w Sejmie VII kadencji
- Tomasz Latos (PiS) – przewodniczący
- Czesław Czechyra (PO) – zastępca przewodniczącego
- Alicja Dąbrowska (PO) – zastępca przewodniczącego
- Czesław Hoc (PiS) – zastępca przewodniczącego
- Łukasz Krupa (niez.) – zastępca przewodniczącego
- Maciej Orzechowski (PO) – zastępca przewodniczącego
- Halina Szymiec-Raczyńska (PSL) – zastępca przewodniczącego

## Prezydium Komisji w Sejmie VI kadencji
- Bolesław Piecha (PiS) – przewodniczący
- Beata Małecka-Libera (PO) – zastępca przewodniczącego
- Damian Raczkowski (PO) – zastępca przewodniczącego
- Andrzej Sośnierz (PJN) – zastępca przewodniczącego
- Elżbieta Steker-Dembińska (SLD) – zastępca przewodniczącego

## Prezydium Komisji w Sejmie V kadencji
- Ewa Kopacz (PO) – przewodniczący
- Ewa Janik (SLD) – zastępca przewodniczącego
- Małgorzata Stryjska (PiS) – zastępca przewodniczącego
- Jolanta Szczypińska (PiS) – zastępca przewodniczącego

## Prezydium Komisji w Sejmie IV kadencji
- Barbara Błońska-Fajfrowska (UP) – przewodniczący
- Maria Gajecka-Bożek (SLD) – zastępca przewodniczącego
- Władysław Szkop (SDPL) – zastępca przewodniczącego
- Andrzej Wojtyła (KL) – zastępca przewodniczącego

## Prezydium Komisji w Sejmie III kadencji
- Stanisław Grzonkowski (AWS) – przewodniczący
- Seweryn Jurgielaniec (SLD) – zastępca przewodniczącego
- Zbigniew Szymański (AWS) – zastępca przewodniczącego
- Andrzej Wojtyła (SKL) – zastępca przewodniczącego
- Tadeusz Zieliński (UW) – zastępca przewodniczącego

## Prezydium Komisji w Sejmie II kadencji
- Jan Kopczyk (SLD) – przewodniczący
- Marek Balicki (UW) – zastępca przewodniczącego
- Seweryn Jurgielaniec (SLD) – zastępca przewodniczącego

## Prezydium Komisji w Sejmie I kadencji
- Elżbieta Seferowicz (NSZZ) – przewodniczący
- Bogusław Choina (PL)  – zastępca przewodniczącego
- Anna Knysok (KP) – zastępca przewodniczącego
- Michał Tokarzewski (KPN) – zastępca przewodniczącego

## Prezydium Komisji w Sejmie PRL X kadencji
- Henryk Szarmach (ZSL) – przewodniczący
- Alfred Bielewicz (SD) – zastępca przewodniczącego
- Elżbieta Seferowicz (OKP) – zastępca przewodniczącego
- Janusz Szymborski (niez.) – zastępca przewodniczącego